# 大极乐鸟
大极乐鸟（学名：Paradisaea apoda），也称大天堂鸟、无腿极乐鸟，这个名称是由于早期的商人将没有爪子的大极乐鸟带回欧洲，以它们华丽的羽毛来吸引贵族，这使得人们认为这种鸟是天堂的来客，一直在天空中飞翔不需要着陆。

## 外观
大极乐鸟是极乐鸟属中最大的物种，成年雄性大极乐鸟的体长可以达到43厘米，雌性也可达35厘米。大极乐鸟主要分布在新几内亚岛的西南部以及阿鲁群岛，以水果、种子和小昆虫为主要食物。